# Smodnik
Smodníki oziroma deflagrácijske eksplozívne snoví so kemične eksplozivne snovi, ki sproščajo svojo energijo s hitrim zgorevanjem, pri čemer prehajajo iz trdnega agregatnega stanja v plinasto, ob tem v zaprtem prostoru nastaja visok pritisk. Danes poznamo dve vrsti smodnikov:
- črni smodnik, ki so ga izumili Kitajci (prvič omenjen v 9. stoletju), je mešanica 75 % kalijevega nitrata (KNO3; nudi kisik za gorenje), 15 % oglja (C; gorivo) in 10 % žvepla (S; gorivo, ki tudi zniža vnetišče in pospeši gorenje); do 19. stoletja je bil edini znani smodnik in uporabljan v praktično vseh eksplozijah. Danes se uporablja za pirotehniko, modele raketnih motorjev in za reprodukcijo starinskih orožij...
- brezdimni smodnik, ki je v 19. stoletju zamenjal črni smodnik kot pogonsko sredstvo, je kompleksna mešanica nitratov in raznih goriv. Uporablja se v vseh sodobnih strelnih orožjih, saj za razliko od svojega predhodnika pri zažigu ustvari zanemarljiv oblak dima.

V Evropi so črni smodnik prvič uporabili 28. marca 1380 Benečani v bitki z Genovežani.
Po drugih virih naj bi smodnik izumil Roger Bacon. Njegovo delo je nadaljeval znameniti Berthold Schwarz, sicer menih, znan tudi kot Črni Berthold.
Obe obliki smodnika pri zažigu ustvarita zažigalni val, ki se širi s podzvočno hitrostjo, za razliko od sodobnih eksplozivov, katerih eksplozija se širi z nadzvočno hitrostjo. To zmanjša največji tlak v puškah, vendar so zato manj primerni za drobljenje skal ali utrdb. Kljub temu je bil črni smodnik celo tisočletje edino eksplozivno sredstvo, ki je bilo na voljo.
Zgodovinsko gledano je smodnik pomenil črni smodnik, sodobno pa pomeni brezdimnega, kadar govorimo o vžigalnem sredstvu v ročnem strelnem orožju.

## Lastnosti in uporaba
Črni smodnik je temno sive barve, točka vžiga je pri 300 °C. Hitrost eksplozije je od 300 do 400 m/s,
kar ni veliko. Eksplozija doseže temperaturo do 2300 °C. Kalorična vrednost smodnika je majhna, približno 2931 kJ/kg (700 kcal/kg). Energijsko moč smodnika predstavljajo plini, ki nastanejo ob eksploziji. V plinaste produkte se pretvori 40 % smodnika, ostalih 60 % so trdni ostanki v obliki dima, zato črni smodnik imenujemo tudi dimni smodnik.
Reakcija gorenja črnega smodnika: 2 KNO3 + S +3C � K2S + N2 + 3CO2. Plinski produkti so strupeni, saj vsebujejo ogljikov oksid CO in H2S. Danes uporabljamo črni smodnik za lov, športno streljanje, balistiko, v kamnoseštvu (kjer je nepogrešljiv, ker je z njim zaradi potisnega delovanja mogoče pridobivati nepoškodovane bloke brez razpok, saj kamenja ne drobi), za vrvični smodnik, v pirotehniki in seveda v vojaški industriji.

## Proizvodnja
Proces izdelave poteka po šaržnem postopku – izdelajo manjše količine smodnika, ki jih v zadnjih fazah proizvodnje združijo. Najpomembnejše faze proizvodnje so mletje v kolodrobu, stiskanje, zrnjenje in sajenje ter sušenje in poliranje.
Brezdimni smodnik izdelujejo iz strelnega bombaža – to je trinitrat celuloze, pripravljen z obdelavo bombaža z zmesjo koncentrirane žveplove in dušikove kisline.